# José Antonio Aponte
José Antonio Aponte était l'organisateur d'un projet d'insurrection abolitionniste à La Havane à Cuba, prévue pour le 5 janvier 1812, la première révolte d’esclaves de l’île, une quinzaine d'années après l'arrivée d'esclaves noirs et mulâtres amenés par les réfugiés français de Saint-Domingue à Cuba, parmi lesquels figuraient un de ses lieutenants, Gil Narciso. Il fut décapité et sa tête, comme celle d'autres meneurs exhibée dans les lieux publics.
Esclave affranchi, il était d'origine yoruba (Afrique de l'Ouest) et  prêtre d'une église africaine, cabildo, se réclamant des origines éthiopiennes. Charpentier et autodidacte, il se passionne pour la révolution haïtienne et son leader Toussaint Louverture. José Antonio Aponte avait participé d'abord à la conspiration de Bassabe en 1810, en compagnie d'autres sous-officiers du « bataillon des pardos » et du « bataillon des Morenos », qui regroupaient des militaires noirs ou métis : Ramon Espinosa, Juan José Gonzalez, et Buenavenrura Cervantes. 
Intervenant un an après la révolte de La Nouvelle-Orléans et trois ans après les émeutes anti-françaises de mars 1809 à Cuba, la révolte de José Antonio Aponte s’étend d’Holguin à Bayamo. Elle a des ramifications jusqu'en Haïti, d'où 300 fusils doivent arriver en décembre 1811, pour permettre aux rebelles de s'emparer d'autres fusils dans la région de La Havane. Aponte réussit à rassembler esclaves et affranchis des différentes ethnies Yoruba, Mandingues, Minas, Kongos. 
Cette révolte intervient en plein milieu d'une époque de liberté de la presse à Cuba (1810-1814), favorisée par la vacance du pouvoir monarchique espagnol et la présence forte de la Royal Navy britannique dans la Caraïbe, qui a des répercussions en d'autres lieux de l'empire espagnol, en particulier le Mexique, le Guatemala et Santo Domingo.
Au même moment, le poète guatémaltèque Simón Bergaño y Villegas fonde plusieurs journaux à : le Patriota americano (janvier 1811 à décembre 1812), en collaboration avec José del Castillo et Nicolás Ruiz, le Correo de las damas Cuba (du 16 mars jusqu'à son interdiction en novembre 1811), avec Joaquín José García; le Diario cívico (fondé en septembre 1812), et El esquife (du 1er septembre 1813 au 30 juin 1814). D'autres fondateurs de gazettes, Alejandro Ramirez, Antonio Garcia Redondo, animent la vie de la cité. Elle sera suivie de la restauration absolutiste et d'une répression très forte des mouvements d'opinion. Première étape de la reprise en main, la révolte d'Aponte fut réprimée par Don Salvador de Muro y Salazar, Marquis de Someruelos, capitaine général de Cuba et de la Louisiane. Elle sera suivie trente ans après par une autre révolte similaire, la conspiration de La Escalera en 1844, réprimée encore plus brutalement.